# Ontong Java
Ontong Java, także Luangiua – atol, będący najdalej na północ położoną wyspą państwa Wyspy Salomona, jeden z największych atoli na Pacyfiku. Ma powierzchnię 1400 km², z czego część lądowa stanowi zaledwie 12 km². Na atolu znajdują się dwie główne wsie, zamieszkane łącznie przez ok. 1800 osób: Luaniua na wschodnim skraju atolu i Pelau w części północno-wschodniej.
Atol znajduje się na Wyniesieniu Salomona (ang. Ontong Java Rise), będącym największą dużą prowincją magmatyczną na Ziemi, obejmującym ok. 1,9 mln km².